# Rino Trungadi
Rino Trungadi, né le 4 août 1961 en France, est un footballeur français qui jouait au poste d'attaquant.

## Biographie
Formé au sein de La Sportive Thionvilloise, le joueur y débute sa carrière en 1979, alors que le club évolue en Division 2. En 1981, confronté aux difficultés financières de son club, il rejoint le SO Merlebach, un club amateur de Moselle. Deux ans plus tard, il s’engage avec le CS Sedan-Ardennes, alors en deuxième division. Il termine sa carrière au RC Grasse, évoluant en quatrième division,.